# Khúc Giang
Khúc Giang (tiếng Trung: 曲江区, Hán Việt: Khúc Giang khu) là một quận nội thành của địa cấp thị Thiều Quan (韶关市), tỉnh Quảng Đông, Cộng hòa Nhân dân Trung Hoa. Quận Khúc Giang được chia ra thành nhai đạo, trấn hương.